# Julia Gourand
Julia Gourand est une actrice française née le 20 août 1996. De 2015 à 2017, elle joue le rôle de Lylou dans la série Plus belle la vie.

## Biographie
Julia Gourand prend des cours de théâtre en 2004 à La Compagnie du Message, où elle effectue une formation de six ans en marge de sa scolarité.
Elle étudie ensuite pendant un an à l'École Paris Marais. En 2011 elle fait une formation de théâtre au Master Class[Quoi ?] à Savigny-sur-Orge dans le département de l'Essonne. Après ses années de lycée en spécialité théâtre, elle étudie au Cours Florent.
En 2015, elle joue le rôle de Lylou dans la série Plus belle la vie diffusée sur France 3.
En septembre 2022 elle entame la co-animation de Okoo-koo avec Boubacar Kabo, Manon Theodet et Karim Ternane sur France 4 et la plateforme Okoo. Cette émission propose des activités, des jeux et des reportages à destination du jeune public.

### Vie personnelle
Elle mesure 1,67 m et pratique le chant.

## Filmographie
Long métrage
- 2019 : Miss de Ruben Alves : la candidate de moins de 1M70

### Télévision
- 2013 : Deux femmes de trop de Nicolas Filali
- 2013 : Petits secrets entre voisins, épisode Toujours sur la route : Emma Dumas
- 2015 : Alice Nevers épisode (Illusion mortelle) : Manon Rizzoli
- 2015 - 2017 : Plus belle la vie : Lilou Lepastier (saisons 10-12)
- 2016 : Fais pas ci, fais pas ça : la copine de Eliott.
- 2018 : Les chicons
- 2019 : Scènes de ménages : Lola
- 2022 : 66-5 : Alizée
- 2025 : Made in Paris : Sarah (épisode 6)
- 2025 : Mademoiselle Holmes : Cyrielle (Saison 2 épisode 1)

### Courts-métrages
- 2011 : Loto
- 2011 : Plume

## Théâtre
- 2012 : Journée de noces chez les Cromagnons (Théâtre de l’Arlequin) à Morsang-sur-Orge
- 2013 : Le Baladin du monde occidental (Théâtre le Ludion) à Villemoisson-sur-Orge
- 2013 : Rose la musicale (Théâtre du Fil) à Savigny-sur-Orge
- 2014 : Ruy Blas de Victor Hugo, mise en scène Nicolas Lormeau (Théâtre Mouffetard)
- 2016 : Le Casting des Anges, mise en scène André Castillo (Théâtre Pandora) à Paris
- 2020 : Mariage Blanc, mise en scène Ibazz (Théâtre de Dix-Heures) à Paris
- 2022 : Candide, petit voyage en barbarie, mise en scène François Charon, Cie tant pis pour la glycine, Cunégonde
- 2022 : Ce soir ou jamais, mise en scène Robert Punzano, La grande happy comédie

### Formation
- 2004-2010 : Cours de Théâtre enfant et adolescent (La compagnie du message)[5].
- 2010-2011 : Cours de Théâtre Adolescent à l'École Paris Marais
- 2011-2012 : Cours de Théâtre au Master Class à Savigny sur Orge (directeur artistique : Brice Astier, comédien de la compagnie "Plume en Scène")
- 2012-2013 : Première L (spécialité théâtre, dirigée par Serge Nicolai, comédien de la compagnie "le théâtre du soleil")
- 2015-2016 : Cours Florent[5]